# Gouvernement provisoire de Milan
Le gouvernement provisoire de Milan est, dans l'histoire du Risorgimento italien, l'institution qui gouverna Milan après l'insurrection dite des « cinq jours » qui débuta le 18 mars 1848 contre l'occupation autrichienne.
Au gouvernement provisoire, composé essentiellement d'aristocrates conservateurs modérés s'oppose un conseil de guerre, dirigée par le républicain Carlo Cattaneo de positions politiques très avancées.
C'est le gouvernement provisoire qui demande l'intervention du roi de Sardaigne, Charles-Albert pour tenter de transformer « la guerre du peuple en guerre royale » pour reprendre la terminologie de l'historien Carlo Jean dans les publications éditées par l'État italien.

## La révolution à Milan
Après les révolutions qui touchent au début mars Vienne, en 1848, les structures du pouvoir civil du royaume de Lombardie-Vénétie sont en grave danger : le gouverneur de Milan, von Spaur, est mis en congé après des années de service et quitte Milan le 6 mars de la même année, tandis que le vice-roi Rainier a pris sa retraite à Vérone dans la nuit du 17 mars.
Après les premiers incidents qui se produisent dans le palais du gouvernement le 18 mars, le vice-gouverneur provisoire O'Donnell est contraint de signer trois décrets qui suppriment la direction de la police qui est confiée aux Lombards, accordent la formation de la Garde Civique et ordonnent à la police de remettre leurs armes à la municipalité de Milan.
La situation s'envenime aussi les jours suivants, alors que d'une part, l'administration autrichienne veut freiner absolument tous symptômes de rébellion craignant des dommages irréparables et que le podestat de Milan, Gabrio Casati, n'a pas l'intention de prendre une décision claire sur la question car il prétend représenter exclusivement et seulement la municipalité et non tout le royaume.

## Les pouvoirs dans les mains de la municipalité de Milan
Lorsque la situation devient critique, même pour les situations les plus élémentaires, la municipalité de Milan décide de prendre une décision radicale mais nécessaire : le 20 mars Gabrio Casati assume tous les pouvoirs « à titre provisoire» et nomme un certain nombre de collaborateurs de la municipalité. Ce faisant, il est clair que la ville de Milan n'a pas l'intention de céder le pouvoir au gouvernement autrichien, différenciant le rôle entre Lombards et Autrichiens.
Bien que n'en assumant pas officiellement le nom, la ville de Milan prend le contrôle d'un gouvernement provisoire qui règle le sort de l'État en attendant que les rébellions s'apaisent, en fait, peut-être en attendant d'être en mesure d'annoncer une nouvelle forme de gouvernement indépendant. La situation ambiguë de la municipalité prend fin le 22 mars 1848 lorsque la municipalité prend contact avec certains représentants du roi Charles-Albert, soutenant l'idée d'une constitution d'un gouvernement provisoire dirigé par des aristocrates locaux et des libéraux.
Font partie du gouvernement provisoire:
- Luigi Anelli
- Antonio Beretta
- Vitaliano Borromeo
- Azzo Carbonera
- Gabrio Casati
- Cesare Correnti
- Antonio Dossi
- Giuseppe Durini
- Cesare Giulini della Porta
- Annibale Grasselli
- Marco Greppi
- Anselmo Guerrieri
- Pompeo Litta
- Pietro Moroni
- Alessandro Porro
- Francesco Rezzonico
- Gaetano Strigelli
- Girolamo Turroni

## Initiatives politiques du nouveau gouvernement
Après l'appel à l'aide à Charles-Albert, le 23 mars, il décide d'entrer en guerre avec l'Autriche. Le nouveau gouvernement provisoire n'obtient pas le soutien populaire pour les décisions prises dans un premier temps : par l'accord du 26 mars, la municipalité de Milan accepte de soutenir les dépenses en approvisionnement de l'armée piémontaise en Lombardie en échange de l'aide militaire. Le général Passalacqua, commandant des forces dans le Piémont, demande également que l'armée lombarde soit commandée par des officiers piémontais, les plaçant, de facto, sous le contrôle de la Savoie.
La municipalité accepte sous la pression des insurgés, mais les coûts deviennent de plus en plus importante, révélant l'imprudence de nombreuses décisions financières prises par le gouvernement nouvellement formé.
L'éclat de la victoire partielle sur les Autrichiens pousse l'administration du gouvernement provisoire à rédiger des décrets de dissolution et à réorganiser une partie des institutions de la ville comme la cour d'appel, le tribunal civil de première instance, le tribunal de commerce et le tribunal de juridiction criminelle.

## La tentative de plébiscite avec le Piémont
Le nouveau gouvernement créé en Lombardie, sur la base des accords déjà signés, se trouve à devoir affronter la question de l'annexion de la Lombardie au royaume de Sardaigne.
Compte tenu de la marche victorieuse de la guerre, cependant, cette idée ne plait à personne: d'un côté, les citoyens Piémont craignent que par cet acte, la capitale déménage à Milan en raison de son prestige et de sa position stratégique, et les Milanais craignent que Milan perde son importance historique, devenant seulement un avant-poste militaire pour les visées expansionnistes que le Piémont montre déjà à l'encontre de  Venise et de la Toscane.
L'annexion est finalement officialisé, mais elle est maintenant à la fin du grand projet révolutionnaire commencé en 1848 et la situation est désormais destinée à se précipiter.

## Dernier acte du Gouvernement provisoire
Après l'approbation par référendum populaire pour l'annexion du milanais au royaume de Sardaigne, le pouvoir de Milan est désormais détenu par l'aristocratie et la population ne joue plus aucun rôle si ce n'est celui de mourir dans les affrontements.
Après la bataille de Vicence du 10 juin 1848, les Autrichiens ont presque entièrement réussi à reprendre possession de toute la Vénétie, à l'exception de Venise qui tient encore, avec son propre gouvernement provisoire indépendant de celui de Milan.
Le 26 juillet, l'armée piémontaise est battue à Custoza et le 29 juillet, les Autrichiens réussissent à traverser l'Oglio. Le 5 août Charles-Albert signe la reddition et les Piémontais se retirent définitivement au-delà du Tessin, alors que la ville de Milan, dans la tourmente, reste encore sans direction politique claire.
Malgré cette situation désormais compromise, le gouvernement provisoire de Milan a encore tendance à vouloir défendre la ville avec l'aide des troupes piémontaises, et ainsi avec l'appui de Carlo Cattaneo et Giuseppe Mazzini, l'administration milanaise décide de créer un comité de la défense publique de la ville afin de construire un gouvernement capable de s'opposer sérieusement au retour des Autrichiens dans la capitale.
Ce nouvel organisme entre en service dès le jour de sa constitution. Elle règle le sort de Milan dans les jours qui précèdent le définitif armistice Salasco, prenant des mesures de toute nature afin d'assurer le bien de la communauté dans un moment de désastre général, mais ne se proclame pas un gouvernement indépendant, ceci étant dévolu au gouvernement provisoire. Il prend des décisions rapides et adroites comme la création d'une légion de prêtres pour accompagner les nouveaux enrôlés, réquisitionner l'argent des familles les plus riches et les ressources de toutes sortes de magasins, opérations à laquelle prirent également par Giuseppe Garibaldi, lequel se rend à Bergame avec un groupe de volontaires pour intervenir en cas d'urgence.
Désormais, la glorieuse entreprise du gouvernement provisoire milanais tire à sa fin et  dans la nuit du 4 au 5 août l'armistice est conclu entre l'Autriche et le Piémont. Charles-Albert est forcé d'abdiquer en faveur de son fils Victor-Emmanuel II et le projet d'annexion de la Lombardie à la Sardaigne reste suspendu pour dix ans.

## Hommage
Le groupe de libéraux milanais qui après le retour des Autrichiens se préparent à la reconquête de la liberté, se réunissaient dans un restaurant de Turro, un petit village en dehors de la ville. À la mémoire de cet événement, la ville de Milan a appelé la place où se trouvait le restaurant, Piazza Governo Provvisorio.

## Sources
- (it) Cet article est partiellement ou en totalité issu de l’article de Wikipédia en italien intitulé « Governo provvisorio di Milano » (voir la liste des auteurs).